# Хишепратеп
Хишепратеп (букв. «Прославленные кормильцы») — царь древнего эламского города Аван, из Аванской династии.
Хишепратеп сумел поднять население Элама на борьбу с аккадцами, войска которых тогда захватили Элам, при предыдущем царе Лухишшане. После смерти Саргона Хишепратеп заключил союз с правителем Варахсе (область нагорья Пошт-ем Кух и земли у верхнего течения р. Керхе) Апалкамашем (Абалгамашем).
Однако сын Саргона аккадский царь Римуш ок. 2258 г. до н. э. предпринял ещё один поход против Элама, точнее против царя Варахсе Апалкамаша, и против шаганы (правителя или военачальника) города Варахсе Сидгау, который до этого подчинялся Саргону. Разгромив их Римуш затем разбил и войска других эламских государств, «в беде Варахсе» поспешившие ему на помощь. Число убитых и пленных в этом походе также было очень велико. В плен попали также шагана Сидгау и шагана города Захары Ункапи (или Сакарпи).
После этого Римуш преследовал разбитого врага до Сузианской равнины, где между Сузами и Аваном на речке Кабнит (отождествляется с притоком реки Диз Баларудом) произошла вторая битва. Аккадцы сильно опустошили страну и вновь подчинили Элам. О дальнейшей судьбе самого Хишепратепа неизвестно.
| Аванская династия         |                                         |                |
| Предшественник: Луххишшан | царь Элама середина XXIII века до н. э. | Преемник: Хелу |